# Ковалёв, Иван Александрович (хоккеист)
Иван Александрович Ковалёв (род. 27 апреля 1998, Ярославль) — российский хоккеист, защитник.

## Биография
Начал заниматься хоккеем в СДЮШОР «Локомотив», первый тренер Игорь Сельге. Перед сезоном 2010/11 перешёл в СДЮШОР «Локомотив-2004» (тренер Евгений Перов). В сезоне 2014/15 дебютировал за «Локо-Юниор» в МХЛ-Б. В сезоне 2015/16 играл в МХЛ в составе сборной России до 18 лет. Со следующего сезона стал выступать в МХЛ за «Локо». В сезоне 2017/18 сыграл один матч за «Локо-Юниор» В НМХЛ, 33 — за «Локо» в МХЛ, 23 — за «Рязань» в ВХЛ и три за «Локомотив» в КХЛ. В следующем сезоне также сыграл в четырёх лигах (1 матч в НМХЛ, 15 — в МХЛ, 42 — за «Ладу» в ВХЛ, 3 — в КХЛ). В сезонах 2019/20 — 2020/21 играл в «Буране» в ВХЛ, в сентябре 2020 года провёл два матча за «Локомотив». 1 мая 2021 года покинул «Локомотив» и 25 мая перешёл в клуб ВХЛ «Нефтяник» Альметьевск. 30 июня 2022 года продлил контракт на два года. В конце декабря 2023 года перешёл в «Нефтехимик», в конце сезона продлил соглашение на два года. Сезон 2024/25 начал в команде ВХЛ «Ижсталь». Вскоре перешёл в "Югру".

## Достижения
- Чемпион МХЛ (2018, 2019)
- Обладатель Кубка мира среди молодёжных клубных команд (2018)
- Чемпион России среди юниоров (2015)[5]